# Africallagma cuneistigma
Africallagma cuneistigma är en trollsländeart som först beskrevs av Elliot C.G. Pinhey 1969.  Africallagma cuneistigma ingår i släktet Africallagma och familjen dammflicksländor. IUCN kategoriserar arten globalt som sårbar. Inga underarter finns listade i Catalogue of Life.